# Art tibetà

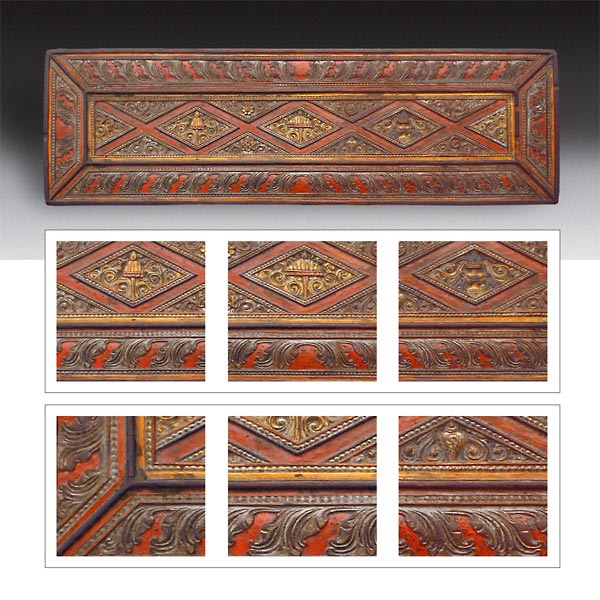
Talla del segle XV-XVI amb un manuscrit

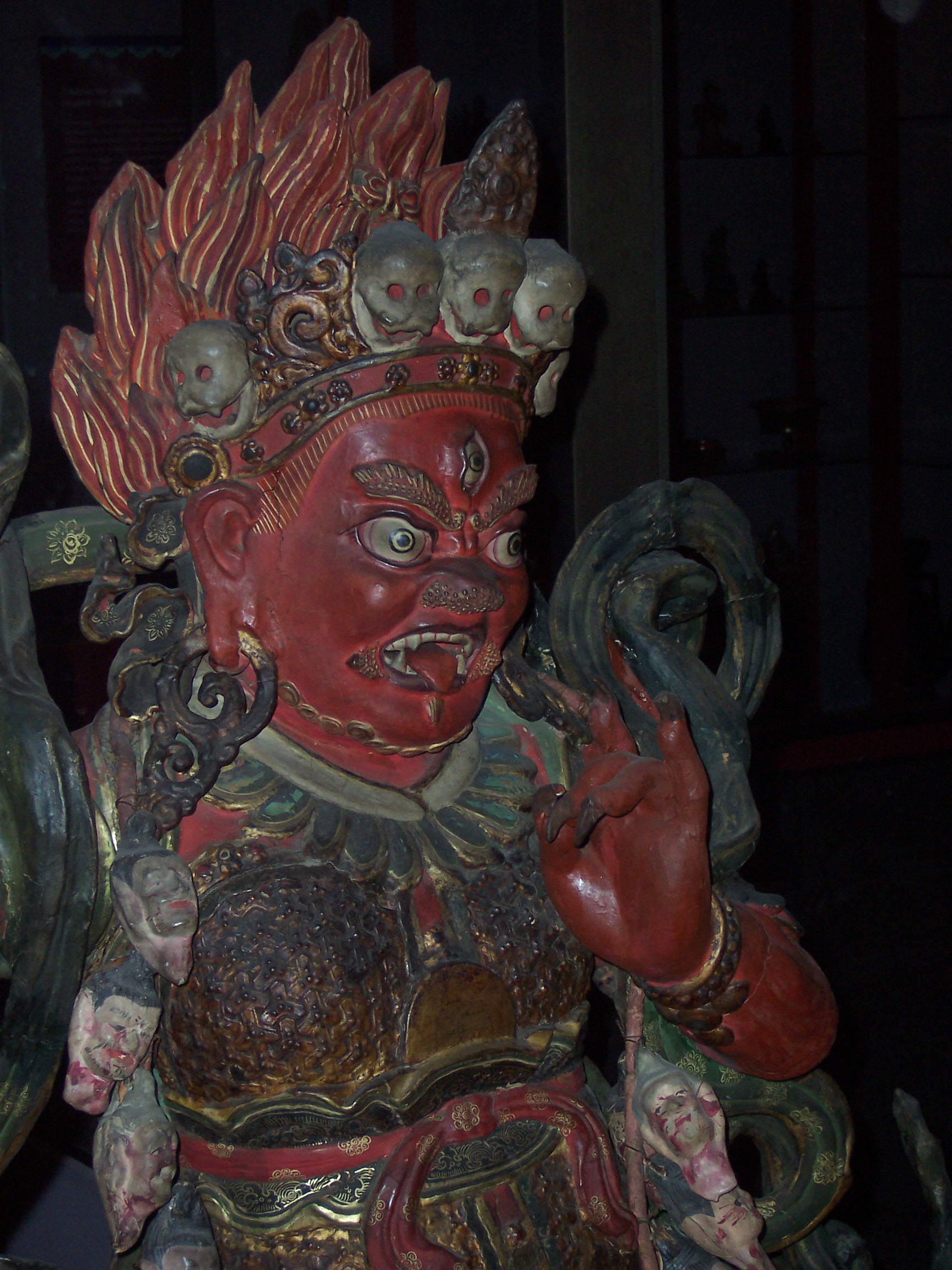
Estàtua tibetana dEl senyor de la mort al Museu Field d'Història Natural

L'art tibetà es refereix a l'art del Tibet, regió autònoma del sud-oest de la Xina, situada a Àsia central. L'art tibetà és de naturalesa profundament religiosa i la influència del budisme tibetà a la cultura i l'art es pot trobar en gairebé tots els objectes i aspectes de la vida quotidiana. Moltes de les obres que es conserven han estat creades abans de la meitat del segle xx. L'art del Tibet pot ser estudiat en termes d'influències, ja que al llarg dels segles ha rebut influències de la Xina, Índia i Nepal.

## Art
L'art tibetà compleix tres nivells bàsics. En el primer d'ells, es relaten episodis i anècdotes de la vida de Siddharta Gautama (Buda); en el següent, es proporcionen normes específiques perquè l'observador mediti sobre els símbols relacionats amb els diferents conceptes religiosos. I finalment, el tercer nivell indueix a la participació directa per mitjà de la meditació, i a la certesa que pel fet de fer-ho es produeixen fenòmens que establiran la comunicació amb la zona fantasmal.
En els seus mil cinc-cents anys d'existència, l'art al Tibet no ha variat quant a forma i contingut, pel fet que els mites i passatges principals es produeixen sempre d'acord amb les proporcions, colors i disposició de les figures que s'indiquen en els textos religiosos. Tot i això, aquest art perdura vital fins a l'actualitat, com s'ha comprovat ara que molts tibetans es troben a l'exili i continuen transmetent els seus coneixements, de generació en generació, com si es tractés d'un ritual.
Per comprendre l'art tibetà és necessari aproximar-se el màxim possible al seu contingut. Els tibetans han percebut sempre el seu entorn és un camp d'energies on ells mateixos es perceben interiorment constituïts també per energies. No lluiten contra el seu entorn, sinó que desenvolupen tècniques per unificar aquestes energies. La versió del budisme que adopten personifica tant les energies externes com internes i consideren que la seva pràctica té tant efectes materials com espirituals.
Totes les concepcions de l'esperit es basen en una idea sobre els morts i els avantpassats. Els pobles arcaics reconeixien que quan algú mor, els seus ulls es tanquen, la seva sang s'atura i alguna cosa invisible sembla abandonar els seus cossos. Aquest factor identificat com a energia vital, abandona el cadàver per anar a habitar en una altra regió més enllà del món present. Aquesta és la principal força que inspira l'art tibetà, i que queda reflectida en les seves obres pel desig únic dels artistes en donar-li un cos i una forma visibles a aquest esperit. La seva característica principal són els ulls oberts i vigilants, juntament amb els caps de formes exòtiques i de vegades cossos amb moviments de dansa. Normalment, els esperits són invisibles i al Tibet habiten llocs elevats per on es mouen lliurement per l'aire. Així doncs, l'art tibetà acostuma a representar-los amb ales.
El budisme utilitza termes particulars per a cert nombre de realitzacions importants que necessitem experimentar, i tan sols podrem entendre el seu significat si tractem d'arribar a aquestes realitzacions nosaltres mateixos. És per tot això que l'art tibetà està enterament dedicat a provocar aquestes realitzacions.
Les moltes variades icones representats en l'art tibetà no pretenen descriure éssers de forma humana ja siguin objectius o imaginaris i tampoc éssers espirituals en particular, sinó els estats interiors d'aquests éssers per tal que la persona que els contempla també els pugui adoptar. I per tal d'aconseguir-ho, cada un d'ells haurà de dur a terme llargs, constants i sovint repetits actes de dedicació i concentració. L'art tibetà també presenta a vegades imatges d'individus coneguts històricament.

## Influències

### Influència budista Mahayana
Mahayana és una de les dues branques principals existents en el budisme i va sorgir com una escola independent remarcant el paper significatiu dels Bodhisattva, éssers que renuncien al seu escapament personal al Nirvana per tal d'ajudar els altes. El budisme tibetà, com a descendent del Budisme Mahayana, va heretar aquesta tradició. Un Bodhisattva comú representat en l'art tibetà és retratat sovint com un sant de mil braços amb un ull al mig de cada mà, simbolitzant d'aquesta manera una deïtat compassiva que tot ho veu incapaç per tant d'escoltar les nostres peticions.

#### Influència Tàntric
El budisme tibetà és un subconjunt del Budisme tàntric. La major part de l'art budista tibetà típic es pot considerar com a part de la pràctica del tàntric. Un aspecte que sorprèn del budisme tàntric és la representació comuna de deïtats iracundes (éssers temibles i demoníacs adornats amb cranis humans), representats sovint amb les cares enfadades, amb els cercles de foc, o amb els cranis dels morts.

#### Influència Bön
La religió xamànica d'indígena de l'Himàlaia es coneix com a Bön. En els temples tibetans, les estàtues de Buda estan sovint vinculades amb les estàtues de la deïtat tutelar de la zona, que sovint sembla estar enutjat o fosca. Aquests déus que un cop van causar dany i malalties als ciutadans locals ara estan sotmesos i han de servir Buda.

## Mandales
Un mandala és un diagrama circular que representa el procés mitjançant el qual es desplega l'univers a partir del seu centre. Els tibetans reconeixen que els autèntics mandales només poden ser mentals, i són moltíssims. Les imatges físiques són mitjans per despertar els mandales veritables en la ment de les persones, i són sagrats només durant els períodes durant els quals s'estan utilitzant. En la cultura tibetana, els mandales es realitzen amb sorra acolorida, que representa l'univers. L'esforç creatiu de diverses setmanes en la realització del mandala queda destruït durant el ritual, que només dura unes hores. Els diagrames pintats de mandales pretenen ser ajudes per construir els mandales mentals que es necessiten per seguir els textos rituals meditatius. Alguns d'aquests textos, consisteixen gairebé enterament en instruccions per formular i resoldre mentalment sèries de mandales mentals interrelacionats, i incorporen mantres com a elements vitals. Un mantra consisteix en una o més síl·labes que es repeteixen per condensar energia, és essencialment sonor. Hom és present en molts d'ells. Al recitar de manera adequada, amb total concentració de la ment, pot afectar el karma de cada un: com l'art tibetà.